# Stazione di Torino Stura
Stazione di Torino Stura vasútállomás Olaszországban, Torino településen.

## Vasútvonalak
Az állomást az alábbi vasútvonalak érintik:
- Torino–Milánó-vasútvonal
- Passante ferroviario di Torino

## Kapcsolódó állomások
A vasútállomáshoz az alábbi állomások vannak a legközelebb:
- Stazione di Settimo (Stazione di Rivarolo Canavese, Stazione di Chivasso, Line SFM2, Line SFM1)
- Stazione di Torino Rebaudengo Fossata